# Mustajärvi (Gällivare socken, Lappland, 741697-170785)
Mustajärvi är en sjö i Gällivare kommun i Lappland och ingår i Råneälvens huvudavrinningsområde.